# Stade ŠRC Zaprešić
Le stade Sport-recreative centre Zaprešić  (en croate : Športsko rekreativni centar) est un stade multisports situé à Zaprešić en Croatie. Le principal utilisateur du stade est le club de football du NK Inter Zaprešić.

## Histoire
Le premier terrain de football de Zaprešić est ouvert en 1962. La plus grande tribune, la tribune "Est", est construite dans le cadre de l'Universiade d'été de 1987. 
Le stade est équipé de projecteurs modernes en 2005, après la deuxième place du NK Inter Zaprešić, le club résident, obtenue lors de la saison 2004-2005 du championnat de Croatie. En 2016, la ville de Zaprašić décide d'investir dans un nouveau terrain d'entraînement, équipé de gazon artificiel, construit à côté du stade.

## Les autres atouts au complexe
- Le restaurant Novi Dvori[4]
- Haute École Baltazar Adam Krčelić[5]
- Associations civiques[4]

## Galerie

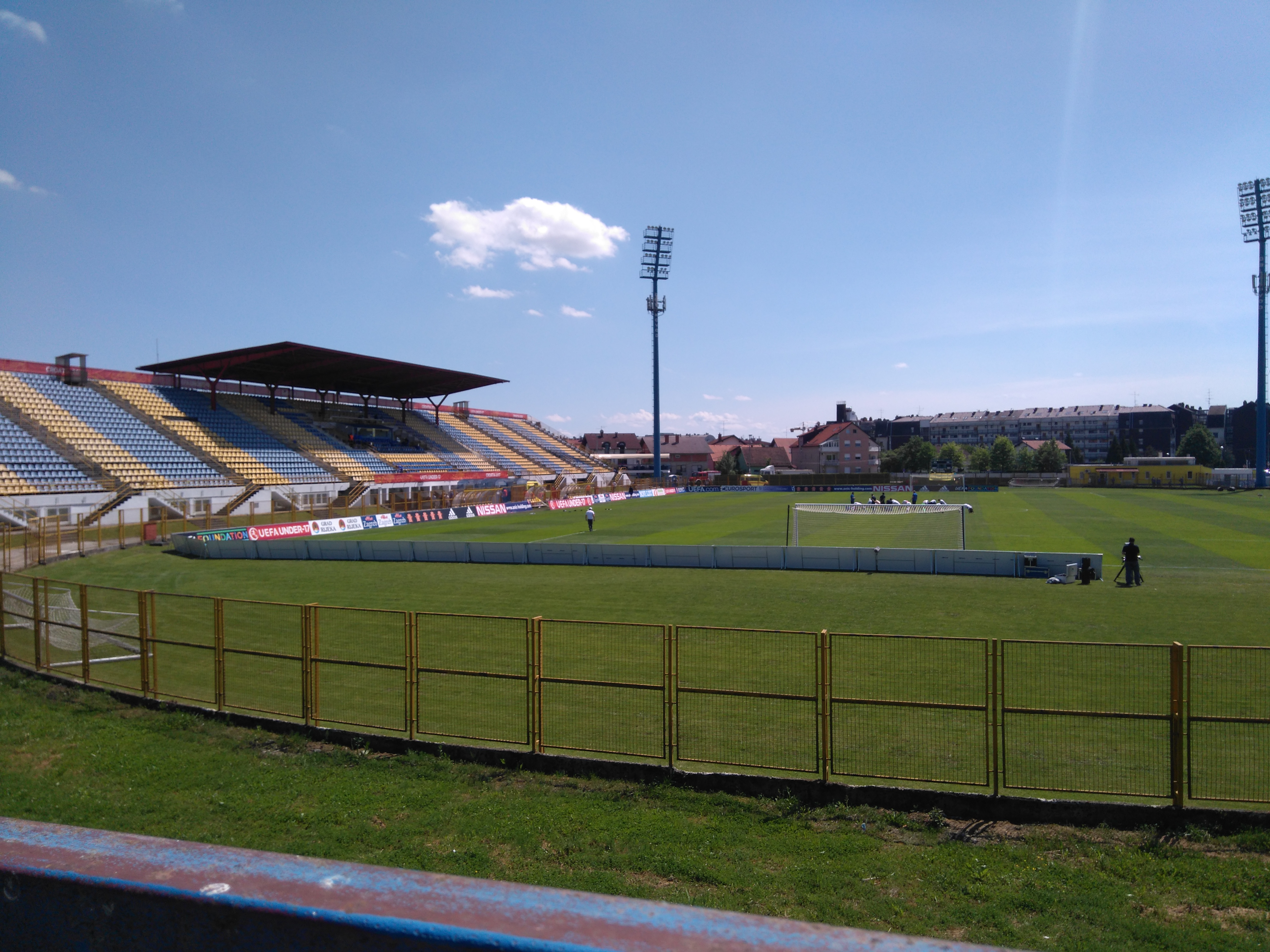
Le stade après un match entre la France et Îles Féroé au Championnat d'Europe de football des moins de 17 ans 2017.
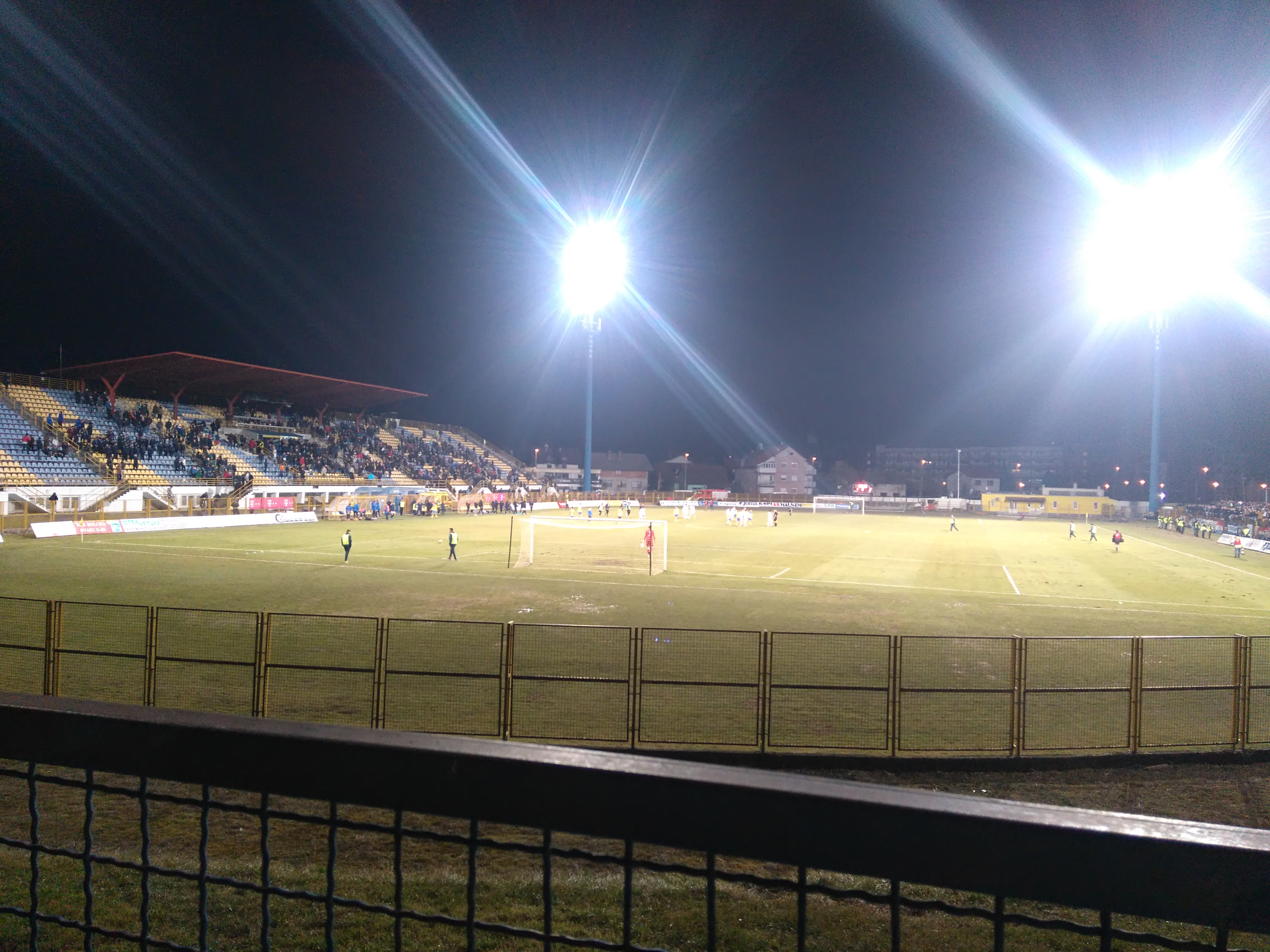
Le stade pendant un match nocturne.